# マッテオ・セレーニ
マッテオ・セレーニ（Matteo Sereni, 1975年2月11日 - ）は、イタリア・エミリア＝ロマーニャ州パルマ出身の元サッカー選手、ポジションはGK。

## 経歴
サンプドリアのユース出身。1995年にトップに昇格したが、ジャンルカ・パリュウカと入れ替わりでインテルからやって来たワルテル・ゼンガとアンジェロ・パゴット(Angelo Pagotto)に次ぐ第3GKに留まり出場機会には恵まれず、1997年以降はピアチェンツァ・カルチョやエンポリFCへレンタル移籍し、それぞれのクラブで正GKを務めた。パゴットとゼンガが去った1999年からはポジションを確保し、セリエB降格となったサンプを支えた。ただ、2季連続で5位に終わりセリエA復帰には一歩及ばなかった。
2001年7月1日、イングランドのイプスウィッチへ移籍。初の国外挑戦でなおかつGK唯一の外国人選手として期待されたが、クラブは18位に終わって2部へ降格。2002年7月1日にブレシアへレンタル移籍してイタリアに戻った。ブレシアではルカ・カステラッツィからポジションを奪うと好守を披露してセリエAで10位と健闘し、評価を高めた。
2003年7月1日、ラツィオに移籍。しかし、アンジェロ・ペルッツィの控えとしてベンチ生活が続きラツィオ首脳陣と対立。さらにマルコ・バロッタに控えの座を脅かされることとなり、出場機会を与えられない日々が続いた。2006年1月31日にサミール・ハンダノヴィッチと入れ替わりでトレヴィーゾFCへレンタル移籍するが、半年間で僅かに7試合の出場に終わり、クラブも昇格から1年でセリエBへ降格した。
2007年6月27日、契約満了に伴いトリノFCへ移籍すると復活を遂げ守備陣を支えた。2007-08シーズンは退団したクリスティアン・アッビアーティの代役以上の活躍を見せると、32試合に出場して残留に貢献。ユヴェントスに所属するジャンルイジ・ブッフォンに次ぐGKとしてEURO2008のイタリア代表メンバー選出も噂された。
その後、2008年に入ると活躍を評価されて2011年まで契約を延長。2008-09シーズンも31試合に出場したが、トリノは18位に終わりセリエBへ降格。2部でもレギュラーを務めたが5位に留まり、昇格プレーオフ決勝では3位だった古巣ブレシアに敗れ、1年でのセリエA復帰は叶わなかった。
2010年7月5日、6季ぶりのセリエA昇格を果たしたそのブレシアへ8季ぶりに復帰した。だが、ミケーレ・アルカリ(Michele Arcari)とのポジション争いに敗れて15試合の出場にとどまった。クラブも出足こそ好調だったが、徐々に失速して19位に終わりセリエBに降格した。
2011年5月19日、現役引退を表明した。

## 所属クラブ
- サンプドリア 1995-2001

→ ピアチェンツァ (Loan) 1997-1998
→ エンポリ (Loan) 1998-1999
- イプスウィッチ 2001-2003

→ ブレシア (Loan) 2002-2003
- ラツィオ 2003-2007

→ トレヴィーゾ (Loan) 2006-2007
- トリノ 2007-2010
- ブレシア 2010-2011